# Lalla Latifa
Lalla Latifa Amahzoune (in arabo لطيفة أمحزون‎?; Khenifra, 1943/1944 – Rabat, 29 giugno 2024) è stata la moglie di Hasan II del Marocco dal 1961 al 1999.

## Biografia

### Nascita e matrimoni
Nacque nel 1943 o 1944 a Khenifra, come membro della tribù dei Zayani. Sposò il 9 novembre 1961, al palazzo reale di Rabat, il re Hasan II.
Rimasta vedova nel 1999, sposò la guardia del corpo Mohamed Mediouri. Questa relazione non riscontrò l'approvazione del figlio Muhammad VI, che decise di non partecipare alle nozze, svoltesi con discrezione a Parigi. La coppia si stabilì poi a Neuilly-sur-Seine.

### Privacy
Nel febbraio 2009 Nouredin Miftah, direttore del settimanale Al Ayam, venne interrogato dalla polizia per aver chiesto al palazzo reale di pubblicare delle foto raffiguranti Lalla Latifa e sua suocera, Lalla Abla. Anche negli anni del matrimonio con Hasan II, l'esposizione alla stampa di Latifa non fu mai accettata.

### Salute e morte
Nell'agosto 2022 venne ricoverata in Francia per problemi di salute.
Morì a Rabat il 29 giugno 2024.

## Discendenza
Lalla Latifa e Hasan II del Marocco ebbero tre figlie e due figli:
- Principessa Meryem (Roma, 26 agosto 1962), ha sposato Fuad Filali (1957), da cui ha divorziato e con cui ha una figlia e un figlio;
- Re Muhammad VI (Rabat, 21 agosto 1963), ha sposato Salma Bennani (1978), da cui ha divorziato e con cui ha un figlio e una figlia;
- Principessa Asma (Rabat, 29 settembre 1965) ha sposato Khalid Bouchentouf, con cui ha un figlio e una figlia;
- Principessa Hasna (Rabat, 19 novembre 1967), ha sposato Khalid Benharbit (1959), con cui ha due figlie;
- Principe Rachid (Rabat, 20 giugno 1970), ha sposato Oum Khaltum Boufarès (1987), con cui ha due figli.

## Titoli e trattamento
- 9 novembre 1961 - 23 luglio 1999: Sua Altezza, la principessa Lalla Latifa del Marocco.
- 23 luglio 1999 - 29 giugno 2024: Sua Altezza la principessa Lalla Latifa, principessa vedova.

Anche nel suo secondo matrimonio, avvenuto dopo la vedovanza, mantenne i titoli ereditati dal defunto marito.